# 管玉
管玉（くだたま）は管状になっている宝飾装身具の部品、ビーズの一形態で、管に糸を通して腕飾り（ブレスレット）や首飾り（ネックレス）などとして用いられる。古代においてはガラスも含む希少な宝石（宝玉）から作られたので、漢字文化圏では別の形状である曲玉・とんぼ玉とともに「ビーズ」に代えて「玉」（ぎょく）名で分類する。
日本では、縄文時代からみられ、今日と同じように腕飾りや首飾りなどとして用いられていたものとみられる。古墳時代にあっては、古墳の副葬品となることが多かった。遅くも奈良時代までに宝飾部品としての製作は一旦途絶している。本項では主に日本古代におけるものについて解説する。

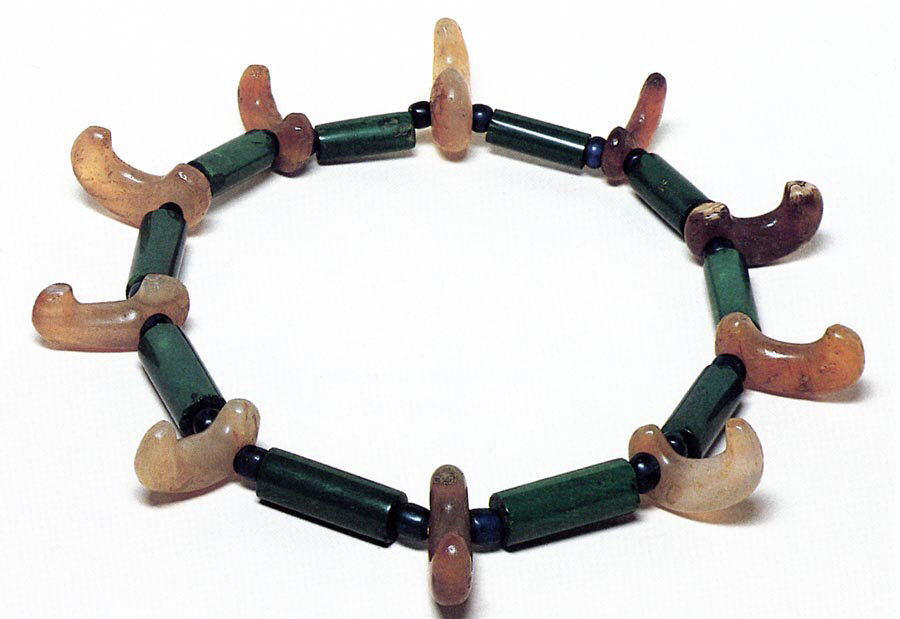
緑碧玉の管玉と玉髄の勾玉の首飾り(約7世紀)

## 概要

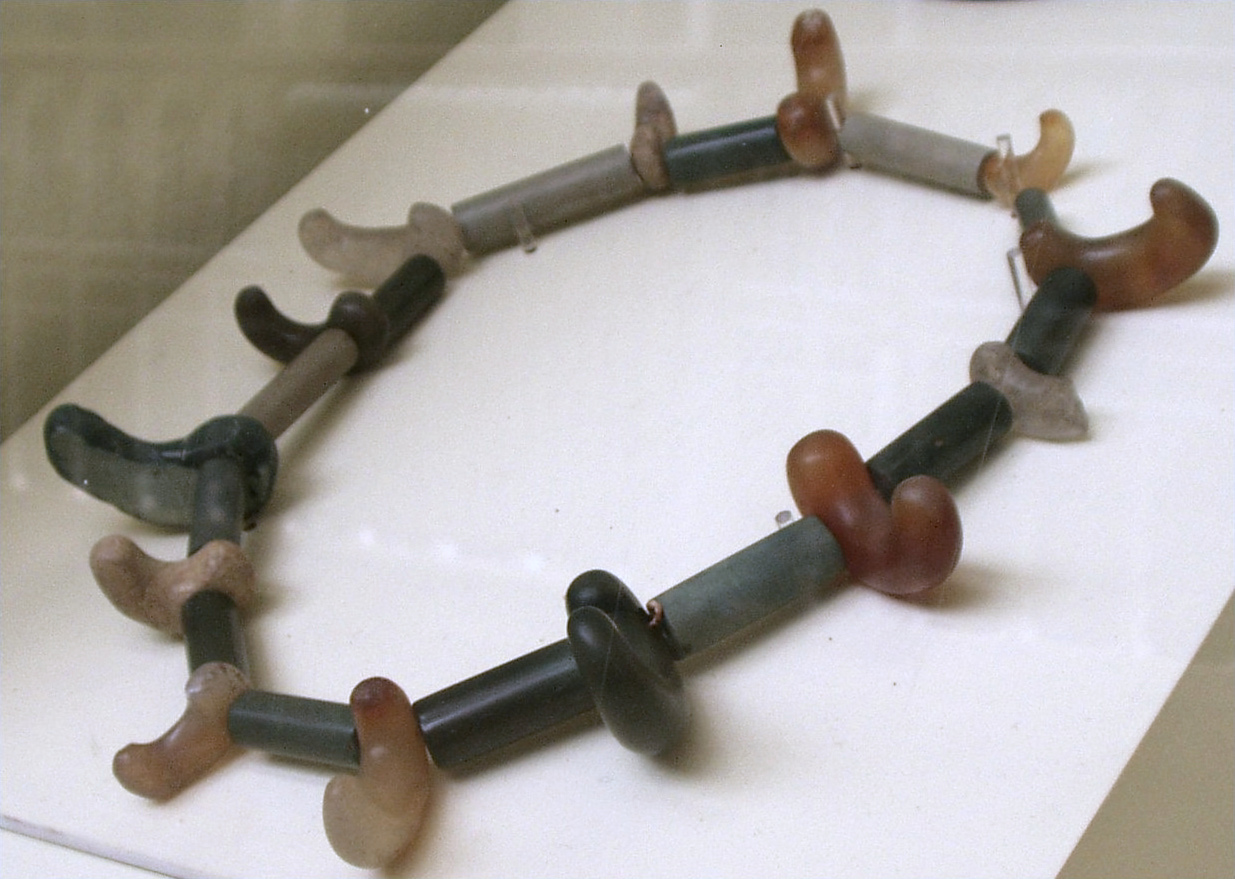
発掘された、複数の管玉と曲玉を用いた首飾

形状は、縄文時代のものが側面がやや楕円形を呈するのに対し、弥生時代以降のものは正円筒形をなしている。
素材は、ガラス・碧玉・滑石・凝灰岩などが多い。礫石を採取する場合と原石を採取する場合があり、管玉製作地は、原石産出地や原石の採取可能な海岸の比較的近くに立地することが多い。
用途としては、首飾り、胸飾り、腕飾りなどの装身具としてであるが、縄文時代など時代をさかのぼるにつれ、美しく飾るというよりはむしろ呪術的な意味合いが強かったものと考えられる。

## 穿孔
装身具として利用するために紐を通すための孔（あな）をあける必要がある。そのための穿孔具としては、竹、鳥類の骨、極細の石製のドリル（石錐）や鉄製ドリルなどがあった。竹・鳥骨はじかに素材玉にあてて穿孔したが、ドリルの場合は細長い管の先に取り付けられて回転させることによって穿孔する。
ドリルを用いた穿孔技術としては、
1. 管に錐（ドリル）をあてて直接両手でもみこむ揉錐（もみきり）技法
2. 弓の弦に管を巻き付け、弓を左右に動かすことで錐（ドリル）を回転させる弓錐（ゆみきり）技法
3. 管を弓の中央の孔に通し、弦を管に螺旋状に巻き付けて、弓を上下に動かすことによって錐（ドリル）を回転させる舞錐（まいきり）技法

があった。なお、これに際しては、木材でつくった固定板を用意し、中央に穴をあけて粘土を詰め、そのなかに素材の玉を埋め、さらに固定板を足で押さえるなど材料・工具をともに固定する手立てが講じられ、さらに、ドリルの回転の際には摩擦材として硬く微細な砂をまくなどの工夫が施された。仕上げ段階ではさらに全体に研磨が施されてひとつひとつの管玉が完成したものと考えられる。